# Марк Бернес
Марк Наумович Бернес (рус. Ма́рк Нау́мович Берне́с) (рођен Менахем-Ман Неук-Шмујлов Нејман; 8. октобар (по јулијанском календару 25. септембар) 1911, — 16. август 1969) био је совјетски филмски глумац и руски шансоњер. Широко се сматра једним од најпопуларнијих уметника совјетске сцене 1950-их и 1960-их, и извео је низ потресних песама о Другом светском рату, укључујући "Тамна је ноћ" (рус. Тёмная ночь; 1943) и "Ждралови" (рус. Журавли; 1969). Такође је заслужан за примарну улогу у формирању златног фонда совјетских песничких класика.

## Живот и рад
Крајем 1930-их, не много пре рата, Марк Бернс је глумио у два филма: Човек са пушком и Борбени авиони. У оба ова филма изводио је песме које су одмах након објављивања сваког филма постале познате широм Совјетског Савеза. У бившем филму извео је песму „Облаци су се подигли над градом“, која је била романтична песма једноставног младог совјетског радника. У каснијем филму извео је познату патриотску баладу "Вољени град". Ова предратна песма је била пуна наде и оптимизма, а неколико година касније, бодрила је војнике током Великог отаџбинског рата.
Када је почео рат, Бернес је постао међу првим певачима који су наступали за совјетске трупе. Године 1943. глумио је у филму Два борца. Играо је младог војника из Одесе по имену Аркадиј Дзубин. Бернес је у том филму показао јеврејску духовитост и хумор својствен Јеврејима из Одесе. У том филму отпевао је две песме: „Тамна је ноћ“ (рус. Тёмная ночь) и "Чамци пуни ципала" (рус. Шаланды полные кефали). Друга песма је духовита прича о Костји, морнару из Одесе, који је иронично разговарао са својом вереницом Соњом, девојком рибаром. Прва песма "Тамна је ноћ" била је озбиљна балада о жени са бебом која чека војника усред смртоносне борбе. Песму је Бернес отпевао из угла тог војника, који се својој жени обратио кући и уверио је да ће преживети све смртоносне битке докле год га она чека. „Тамна је ноћ“ је најпрепознатљивија совјетска песма из Другог светског рата.
Бернесово име је постало блиско повезано са Другим светским ратом. После рата је наставио да изводи песме о рату. Његови највећи хитови 1950-их били су „Московљани“ (познати и као „Серјожка из улице Мале Броне“) и „Непријатељи спалили домородну колибу“. Обе песме су говориле о недаћама које су претрпели људи који су у рату изгубили чланове породице и изражавали крајњу меланхолију, директно суочавајући се са смрћу и тугом. Последњу песму је влада забранила јер се сматрала наводно превише песимистичком. У песми војник из фронтовске земунице са тугом и меланхолијом, али и са надом у будући сусрет, говори далекој жени и свом детету на кревету.
Током 1950-их, Марк Бернс је такође изводио песме са бакљама попут сентименталне баладе Сањао сам те три године и инспиративне оптимистичне песме као што је марш „Волим те, животе мој“.
У лето 1969. снимио је последњу песму "Ждралови" (рус. Журавли), која је постала његова лабудова песма. Бернес је певао да су се војници који су погинули у рату претворили у ждралове, да ждралови још лете и да ће се он придружити њиховим редовима. 16. августа 1969, Марк Бернес је умро од рака плућа. Сахрањен је на гробљу Новодевичје у Москви. На његовој сахрани свирали су песму "Ждралови".

## Почасти
Бернс је добио награду Народног глумца РСФСР-а (1965), одликован Стаљиновом наградом (1951), Орденом Црвене звезде, Орденом знака части, медаљом „За храбри рад у Великом отаџбинском рату 1941–1945“ и неколико других медаља. 1993. Бернес је добио звезду у његову част на Тргу звезда у Москви.
Мала планета 3038 Бернес коју је открио совјетски астроном Николај Степанович Черних 1978. названа је по њему.